# Neoseiulus kodryensis
Neoseiulus kodryensis är en spindeldjursart som först beskrevs av Kolodochka 1980.  Neoseiulus kodryensis ingår i släktet Neoseiulus och familjen Phytoseiidae. Inga underarter finns listade i Catalogue of Life.